# Les Premiers Hommes dans la Lune
Pour les articles homonymes, voir Les Premiers Hommes dans la Lune (homonymie).
Les Premiers Hommes dans la Lune (The First Men in the Moon) est un roman de science-fiction de H. G. Wells, publié en 1901 (Royaume-Uni) chez George Newnes.

## L'histoire
Le roman raconte l’histoire d’un voyage vers la Lune entrepris par les deux protagonistes : un narrateur homme d’affaires, M. Bedford ; et un scientifique excentrique, M. Cavor. Cavor met au point la cavorite, un métal révolutionnaire qui crée l'apesanteur, avec lequel il construit un astronef. Bedford et Cavor découvrent que la Lune est habitée par une civilisation extraterrestre sophistiquée de créatures ressemblant à des insectes qu’ils appellent les Sélénites.

## Analyse
L’inspiration semble provenir du célèbre roman De la Terre à la Lune (1870) de Jules Verne, et de l’opéra Le Voyage dans la Lune (1875) de Jacques Offenbach[réf. souhaitée].

## Traductions en français
- Traduit par Henry-D. Davray, illustrée par Martin van Maele, éd. Félix Juven [1901]

## Adaptations au cinéma
- 1919 : The First Men in the Moon de Bruce Gordon et J. L. V. Leigh [négatifs et copies perdus]
- 1964 : Les Premiers Hommes dans la Lune de Nathan Juran

## Postérité
La cavorite et son inventeur font l'objet d'allusions et de reprises dans plusieurs œuvres de fiction postérieures. Ils apparaissent notamment dans le premier tome de la bande dessinée La Ligue des gentlemen extraordinaires (1999) d'Alan Moore.